# БМ-1
БМ-1 (индекс ГБТУ — Объект 634Б) — российская боевая машина из состава тяжёлой огнемётной реактивной системы залпового огня ТОС-1А «Солнцепёк». Создана на базе основного танка Т-72А.

## Описание конструкции
Боевая машина БМ-1 представляет собой бронированное шасси, сконструированное на базе основного танка Т-72А. На шасси установлена поворотная платформа с качающейся частью. Качающаяся часть состоит из 24 направляющих труб, в которых располагаются неуправляемые реактивные снаряды «земля — земля». В состав экипажа входят 3 человека: механик-водитель, наводчик и командир.
Наведение пакета в горизонтальной плоскости осуществляет следящий электромеханический привод, а в вертикальной — электрогидравлический. Для обеспечения более точной стрельбы на БМ-1 также имеются гидрофрикционные стопоры и аутригеры, управляемые дистанционно.

### Вооружение
В качестве основного вооружения используются неуправляемые реактивные снаряды «земля — земля». Огонь может вестись в двух режимах: одиночными (ракеты выпускаются по одной) или парными (запуск ракет одновременно из двух стволов). Управление ракетами осуществляется в автоматическом режиме. Полный залп одиночными зарядами составляет 12 секунд, парными — 6.
БМ-1 способна вести огонь двумя типами боеприпасов: зажигательными и термобарическими. Калибр боеприпасов составляет 220 мм, а максимальная дальность стрельбы — 6 км.
В качестве дополнительного вооружения на БМ-1 5,45-мм пулемёт РПКС-74. Возимый боекомплект 1440 патронов. Кроме того в комплект поставки входят:
1. 1 автомат АКС-74 с боезапасом в 300 патронов;
2. 3 противотанковые гранаты РПГ-26 «Аглень»;
3. 10 гранат Ф-1.

Для постановки дымовой завесы на БМ-1 4 гранатомёта системы 902Г «Туча» для запуска 81-мм дымовых гранат.

### Средства связи и наблюдения
Для нацеливания пакета направляющих в БМ-1 используется баллистический вычислитель, датчик крена-дифферента и лазерный дальномер 1Д14. Дальномер позволяет определять расстояние до цели с точностью до 10 метров, при этом баллистический вычислитель определяет необходимые углы наведения пусковой установки и вводит соответствующие поправки с учётом данных датчика крена.
У командира установлен бинокулярный перископический комбинированный прицел ТКН-3А, обеспечивающий наблюдение как днём, так и ночью. Из приборов наблюдения на БМ-1 имеются:
1. Дневной прибор наблюдения со встроенным регулятором температуры ТНПО-160;
2. Три дневных прибора наблюдения ТНПА-65;
3. Ночной перископический прибор наблюдения ТВНЕ-4Б;
4. Дневной обогреваемый прибор наблюдения ТНПО-168В;
5. Дневной прибор наблюдения ТНП-350Б.

Внешняя связь осуществляется по УКВ радиостанции Р-163-50У, которая способна работать в диапазонах частот от 30025 до 79975 кГц на 10 заранее подготовленных каналах. Радиус действия радиостанции составляет около 20 км. Внутренняя связь между экипажем осуществляется по танковому переговорному устройству Р-174 на 4 абонента.

### Двигатель и трансмиссия
В качестве силовой установки в БМ-1 используется дизельный двигатель В-84МС, производства Челябинского тракторного завода. Максимальная мощность двигателя составляет 840 л. с. при частоте в 2000 об/мин. Трансмиссия — механическая. Для запуска двигателя используются два вида систем — воздушная и электрическая. В качестве аккумулятора используются 4 свинцово-кислотные аккумуляторные батареи 6СТЭН-140М общей ёмкостью 280 Ач.

### Специальное оборудование
Боевая машина БМ-1 имеет встроенное оборудование бульдозерного типа для самоокапывания. Имеется возможность работы в условиях применения химического и ядерного оружия, для этого в машине установлена фильтровентиляционная установка, а также прибор радио- и химической разведки ГО-27. Оборудование может вести работу в автоматическом и полуавтоматическом режимах. На случаи возникновения пожара в корпусе машины имеется противопожарная система трёхкратного действия с автоматизированной системой управления 3ЭЦ11-3.

## Операторы
- Россия — не менее 10[2], точное количество неизвестно
- Азербайджан — 6 единиц ТОС-1А поставлены из России в 2013 году[3], ещё 6 единиц будут поставлены в 2014 году. Всего планируется поставить 18 систем ТОС-1А[4].
- Ирак — некоторое количество ТОС-1А на август 2014 года. Всего в 2014 году в России было заказано 4 единицы БМ-1[5].
- Казахстан — 3 единицы ТОС-1А поставлены из России в 2011 году. Контракт заключён в 2010 году[6]